# Município de Smithfield (condado de Jefferson, Ohio)
O município de Smithfield (em inglês: Smithfield Township) é um município localizado no condado de Jefferson no estado estadounidense de Ohio. No ano de 2010 tinha uma população de 3.473 habitantes e uma densidade populacional de 35,58 pessoas por km².

## Geografia
O município de Smithfield encontra-se localizado nas coordenadas 40° 13′ 25″ N, 80° 48′ 02″ O. Segundo a Departamento do Censo dos Estados Unidos, o município tem uma superfície total de 97.61 km², da qual 97,29 km² correspondem a terra firme e (0,33 %) 0,33 km² é água.

## Demografia
Segundo o censo de 2010, tinha 3.473 habitantes residindo no município de Smithfield. A densidade populacional era de 35,58 hab./km². Dos 3.473 habitantes, o município de Smithfield estava composto pelo 94,56 % brancos, o 3,54 % eram afroamericanos, o 0,03 % eram asiáticos, o 0,03 % eram insulares do Pacífico, o 0,14 % eram de outras raças e o 1,7 % eram de uma mistura de raças. Do total da população o 0,98 % eram hispanos ou latinos de qualquer raça.